# كاش باك
كاش باك (بالإنجليزية: Cashback)‏ هو فيلم رومانسي كوميدي دراما بريطاني من إخراج شون إليس وبطولة شون بيجيرستاف، إميليا فوكس، شون إيفانز وميشيل ريان، عرض الفيلم لأول مرة في 10 سبتمبر 2006.

## روابط خارجية
- كاش باك على موقع IMDb (الإنجليزية)
- كاش باك على موقع ميتاكريتيك (الإنجليزية)
- كاش باك على موقع روتن توميتوز (الإنجليزية)
- كاش باك على موقع نتفليكس (الإنجليزية)
- كاش باك على موقع ألو سيني (الفرنسية)
- كاش باك على موقع Turner Classic Movies (الإنجليزية)
- كاش باك على موقع أول موفي (الإنجليزية)
- كاش باك على موقع بوكس أوفيس موجو (الإنجليزية)
- كاش باك على موقع فيلمافينيتي (الإسبانية)
- كاش باك على موقع قاعدة بيانات الأفلام السويدية (السويدية)